# Instituto de Biología y Genética Molecular
El Instituto de Biomedicina y Genética Molecular de Valladolid (IBGM),  antes denominado Instituto de Biología y Genética Molecular, es un centro mixto del Consejo Superior de Investigaciones Científicas (CSIC) y la Universidad de Valladolid (UVa) con objetivos académicos de docencia e investigación en el ámbito de la Biomedicina sito en Valladolid.

## Historia
El Instituto de Biomedicina y Genética Molecular de Valladolid (IBGM) nació en torno a un grupo de profesores de la sección de Medicina del Departamento de Bioquímica y Biología Molecular y Fisiología de la Universidad de Valladolid, que integraron su proyecto científico con el de grupos de investigación de los Departamentos de Pediatría y Anatomía La incorporación de dos grupos del CSIC procedentes de Madrid marcó el comienzo del proceso de formación del centro mixto, con la constitución de una Unidad Asociada al CSIC en 1994.
El centro mixto como tal se creó el 10 de febrero de 1998 y se radicó inicialmente en las plantas cuarta y quinta de la Facultad de Medicina de la Universidad de Valladolid. En 2005 el IBGM se trasladó a una sede propia en la calle Sanz y Forés, en las proximidades del Hospital Clínico Universitario, donde permanece en la actualidad. La nueva sede del IBGM, obra del arquitecto Salvador Mata, fue inaugurada el 21 de junio de 2005 por la ministra de Educación y Ciencia, María Jesús San Segundo, el presidente del CSIC, Carlos Martínez Alonso y el rector de la Universidad de Valladolid, Jesús María Sanz Serna. El edificio del IBGM, bautizado el 19 de octubre de 2011 como Edificio Benito Herreros en honor de quien fuera su primer director, tiene una superficie total edificada de 3200 m². El Instituto mantiene además espacios en la quinta planta de la Facultad de Medicina (1500 m²).

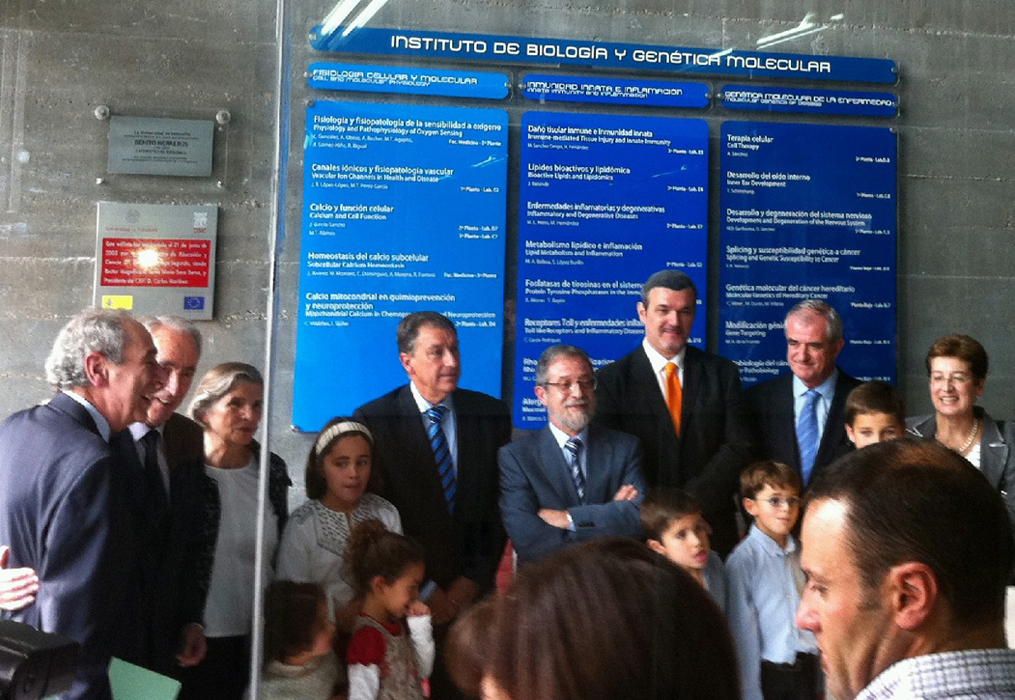
Autoridades y familiares de Benito Herreros el día de la denominación del edificio del IBGM como 'Edificio Benito Herreros'.

## Organización
A diciembre de 2024, el IBGM aloja un total de 138 trabajadores. El centro cuenta con 64 doctores, de los cuales 35 son personal investigador en plantilla o laboral fijo, y el resto son doctores contratados postdoctorales o investigadores asociados a proyecto), 43 son personal en formación investigadores predoctorales y 26 son personal técnico de apoyo (14 en plantilla o laboral fijo y 12 asociados a proyecto) y 13 son personal de administración, gestión y servicios generales. Por instituciones, 46 de los trabajadores dependen administrativamente del CSIC, 92 de la UVa. También cuenta con 18 de otras instituciones con las que el IBGM, vía CSIC o UVa, tiene establecidos acuerdos (por ejemplo, Centros de Investigación Biomédica en Red del Instituto de Salud Carlos III).
El IBGM está gobernado por una Junta de Instituto, compuesta por el director/a, vicedirector/a, jefes de departamento, representantes de personal doctor y no doctor, secretario/a académico/a y gerente. Existe además un Claustro Científico del cual forma parte todo aquel personal en posesión del título de doctor. Está presidido por el director del IBGM y se reúne cuando así lo requiera el director o la mayoría de sus miembros para tratar los asuntos más importantes del funcionamiento del centro.

## Labor investigadora
El IBGM es un centro multidisciplinar, donde se desarrollan proyectos encaminados a entender los mecanismos utilizados por las células parar llevar a cabo sus funciones básicas en diferentes sistemas y tejidos, desde el ámbito estrictamente molecular hasta los niveles más complejos de integración que determinan el funcionamiento de todas nuestras células tanto en condiciones fisiológicas como en situaciones patológicas. La actividad del Instituto se articula alrededor de varias líneas de investigación, centradas en el estudio de la fisiopatología molecular y celular de enfermedades de alta incidencia, como son las cardiovasculares, respiratorias, metabólicas, neurodegenerativas y tumorales. Los diferentes grupos de investigación se articulan en tres departamentos o unidades: 
- La unidad de Fisiología Celular y Molecular aglutina varias líneas centradas en el estudio de los mecanismos básicos utilizados por las células para integrar señales procedentes del medio para responder funcionalmente de forma adecuada.
- La unidad de Inmunidad Innata e Inflamación reúne varios grupos interesados en la caracterización de los mecanismos moleculares y celulares que subyacen a la respuesta inflamatoria frente a agentes patógenos o señales endógenas.
- La unidad de Genética Molecular de la Enfermedad agrupa líneas de investigación centradas en el estudio de los procesos que gobiernan el desarrollo de los organismos, la genética o el uso de células madre como agentes terapéuticos..

Además, el Instituto es responsable de los programas regionales de diagnóstico de cáncer hereditario, y cuenta con un servicio de producción celular con fines terapéuticos homologado por la Agencia Nacional del Medicamento. Hasta 2017 también fue responsable de los programas regionales de cribado neonatal y diagnóstico de enfermedades genéticas.
Por último, el IBGM está dotado de un número de servicios de apoyo a la investigación (citometría de flujo, microscopía confocal, secuenciación génica, histología, etc), con personal altamente cualificado que, además de prestar ayuda a los investigadores del centro, también dan servicio a centros externos tanto públicos como privados.
Los proyectos que se están llevando a cabo en la actualidad se centran en:
- Fisiología y fisiopatología de la sensibilidad a oxígeno (Asunción Rocher Martín y Ana Obeso Cáceres). Se caracteriza a nivel molecular los mecanismos implicados en la detección y transducción hipóxica en varias estirpes celulares involucradas en la homeostasis del O2 y que se encargan de minimizar la intensidad y los daños deletéreos de la hipoxia.
- Canales iónicos y fisiopatología vascular (José Ramón López López y María Teresa Pérez García). Se estudian las propiedades funcionales de los canales iónicos en el sistema vascular y en los quimiorreceptores arteriales, caracterizando su perfil de expresión y estudiando su contribución funcional a diversos procesos fisiopatológicos.
- Calcio y función celular (Javier García Sancho y María Teresa Alonso Alonso). Se desarrolla un sistema basado en la expresión dirigida de la fotoproteína sensible a Ca2+ aecuorina que permite seguir en tiempo real los cambios de la concentración intracelular de calcio en los orgánulos intracelulares. Utilizando un vector viral se han conseguido niveles de expresión suficientes para realizar medidas en célula única.
- Grupo de envejecimiento y calcio (Javier Álvarez Martín y Mayte Montero). Se estudia el impacto de la modificación de los flujos de Ca2+ mitocondriales, utilizando nuevas herramientas farmacológicas creadas, sobre la dinámica celular global del Ca2+.
- Fisiopatología del calcio intracelular (Carlos Villalobos Jorge y Lucía Núñez Llorente). Los estudios se centran en el papel del calcio intracelular en el control de la proliferación y muerte celular así como su participación en desórdenes como el envejecimiento, el cáncer y la enfermedad de Alzheimer.
- Fisiopatología de las Enfermedades Metabólicas (Irene Cóza Castellano y Germán Perdomo). El principal interés de nuestro grupo es comprender las alteraciones moleculares, celulares, metabólicas, y la fisiopatología de la diabetes y la obesidad.
- Patobiología Neurovascular (Javier Arenillas). Grupo clínico básico dedicado al estudio de las enfermedades neurovasculares.
- Estrés Celular e inmunovigilancia (Laura Senovilla). Bases celulares y moleculares de la evasión de la respuesta inmune por las células tumorales.
- Daño tisular inmune e inmunidad innata (Mariano Sánchez Crespo). Se estudian los mecanismos moleculares implicados en el desarrollo de daño tisular por mecanismo inmune y la caracterización de los principales mediadores químicos que se generan tras la ocupación de los receptores para los patrones moleculares asociados a patógenos y de los receptores para la porción Fc de los anticuerpos de la clase IgG.
- Lípidos bioactivos y lipidómica (Jesús Balsinde). Se caracterizan los mecanismos a través de los cuales determinadas cascadas de señalización celular mediadas por lípidos regulan los procesos inflamatorios y contribuyen a la patogénesis de enfermedades de base inflamatoria tales como la diabetes o la aterosclerosis.
- Enfermedades inflamatorias y degenerativas (María Luisa Nieto Callejo). Se caracterizan los mecanismos de transducción de señal que regulan procesos inflamatorios y degenerativos en las células de interés cardiovascular.
- Metabolismo lipídico e inflamación (María A. Balboa). Se estudia una familia de enzimas del metabolismo lipídico conocidas como lipinas que desfosforilan el ácido fosfatídico para producir diacilglicerol. Las lipinas podrían actuar como maquinarias generadoras de señales intracelulares y también como controladoras del almacenamiento de lípidos en gotas lipídicas intracelulares.
- Fosfatasas de tirosina en el sistema inmune (Andrés Alonso García y Yolanda Bayón Prieto). Se estudia la fosforilación en tirosina de proteínas después de activación por antígenos en linfocitos y la regulación y función de las fosfatasas implicadas.
- Receptores Toll y enfermedades inflamatorias (María del Carmen García Rodríguez). Se estudia la regulación de la expresión de genes de la respuesta inmuno-inflmatoria por el factor de transcripción NFAT, así como la señalización y expresión de genes mediado por LPS a través de la activación de receptores tipo Toll.
- Rho GTPasas y señalización por lípidos (María José Caloca Roldán). Se estudian las rutas de señalización y respuestas biológicas mediadas por los segundos mensajeros lipídicos a través de las GTPasas pequeñas de las familias Rho y Ras.
- Alergia e inmunidad de mucosas (Eduardo Arranz Sanz, José Antonio Garrote y David Bernardo). Se estudian los mecanismos de la respuesta inmunológica normal y patológica en las mucosas de las vías digestiva y respiratoria, así como las anomalías genéticas que tienen su reflejo en enfermedades asociadas a la mucosa de las vías digestiva, respiratoria, calostro, etc.
- Metabolómica Biomédica (Olimpio Montero). Análisis masivo de metabolitos en situaciones fisiopatológicas.
- Terapia celular (Ana Sánchez). Unidad creada para impulsar y dar soporte científico y técnico a los programas de terapia celular de los hospitales universitarios locales.
- Desarrollo del oído interno (Thomas Schimmang). Se analizan diversos aspectos fisiológicos del órgano auditivo como son su desarrollo e inervación, procesos fisiopatológicos involucrados en la lesión y la degeneración de las neuronas auditivas y las células ciliadas y la transferencia génica en el oído interno.
- Desarrollo y degeneración del sistema nervioso (Diego Sánchez Romero y Dolores Ganfornina Álvarez). Se analiza una familia de proteínas, las lipocalinas, en particular los miembros de dicha familia que se expresan en el sistema nervioso en momentos clave del desarrollo.
- Splicing y susceptibilidad a cáncer (Eladio Velasco Sampedro). Se estudia la expresión de los principales genes responsables del cáncer de mama BRCA1 y BRCA2, así como la epidemiología genética del cáncer hereditario de mama y ovario.
- Genética molecular del cáncer hereditario (Mercedes Durán Domínguez). Se analizan genes de baja penetrancia, mutaciones fundadoras y mutaciones de variantes de significado incierto.
- Modificación génica dirigida (Miguel Ángel de la Fuente García y María Simarro). Se estudian las condiciones experimentales que incrementen la frecuencia de manipulación dirigida de genes en células humanas mediante diferentes aproximaciones.
- Patobiología del cáncer (Ginesa García-Rostán). Se estudia la heterogeneidad inter- e intra-tumoral y diversas dianas moleculares.
- Genómica Médica (Juan José Tellería Orriols). Estudia los genes implicados en los procesos tumorales.
- Biodispositivos avanzados para nanomedicina (Javier Arias Vallejo)

En 2005 la actividad científica del IBGM fue evaluada por la Organización Europea de Biología Molecular (EMBO). Aunque a pesar de su nombre la investigación en biología molecular no es una de las áreas más fuertes del instituto, el informe emitido por la EMBO reconoció en el IBGM la presencia de varios grupos de primer nivel internacional en investigación biomédica. Asimismo, la evaluación periódica de la actividad científica del instituto a nivel global por agencias nacionales y regionales ha obtenido siempre dictámenes favorables.
En 2020, el programa estratégico del IBGM ha conseguido la consideración de Unidad de Excelencia del programa Escalera de la Excelencia de la Junta de Castilla y León que aportará al centro 850.000 € para los próximos 4
años de 2021 a 2024.

## Labor docente
El IBGM ofrece programas propios de máster y de doctorado en investigación biomédica, ambos con mención de calidad. Estos programas tienen una elevada demanda anual de matriculaciones, lo que es destacable considerando que la Universidad de Valladolid no oferta estudios de grado en disciplinas “bio” (biología, bioquímica, biotecnología, etc).
El IBGM, junto con la Facultad de Medicina, ha promovido el nuevo Grado en Biomedicina y Terapias Avanzadas, un grado que ha comenzado a impartirse el curso 2021/22 con una nota de acceso alrededor de 13. En 2025 se espera la primera promoción de graduados en Biomedicina y Terapias Avanzadas por la Universidad de Valladolid.

## Hitos científicos recientes
- 2021. En septiembre de 2021 comienza en la Facultad de Medicina el Nuevo Grado en Biomedicina y Terapias Avanzadas por la Universidad de Valladolid.

- 2020. El IBGM obtiene la mención de Unidad de Excelencia de la Junta de Castilla y León que dota al centro de 850.000 € para desarrollar un programa de excelencia científica entre 2021 y 2024.

- 2017. El grupo de «Metabolismo lipídico e inflamación», en colaboración con los grupos de «Lípidos bioactivos y lipidómica» y «Canales iónicos y fisiopatología vascular», ha demostrado que la lipina-2, una proteína con actividad fosfatídico fosfatasa, es un regulador clave en macrófagos del ensamblaje molecular que genera interlequina 1β, llamado inflamasoma NLRP3. Este trabajo proporciona una explicación molecular del síndrome de Majeed, una enfermedad autoinflamatoria que se produce por una mutación del gen que codifica para la lipina-2 que anula su actividad enzimática.[1]
- 2016. El grupo de «Lípidos bioactivos y lipidómica», en colaboración con el grupo de «Metabolismo lipídico e inflamación» ha descrito que los monocitos humanos de sangre periférica contienen un isómero inhabitual del ácido palmitoleico, el ácido cis-7-hexadecenoico. Este ácido muestra un fuerte carácter antiinflamatorio in vitro e in vivo y sus niveles parecen estar regulados por el estado de activación de las células, lo que podría resultar de utilidad como biomarcador de 'monocitos espumosos' para la detección temprana de enfermedades cardiovasculares.[2]
- 2016. Varios orgánulos subcelulares acumulan altas concentraciones de Ca2+ en su interior, que es necesario para su adecuado funcionamiento. El grupo de «Calcio y función celular» ha desarrollado una nueva familia de sensores fluorescentes para detectar Ca2+ a altas concentraciones en orgánulos tales como el retículo endoplásmico. Este tipo de sensores permite estudiar señales de calcio in vivo en el retículo endoplásmico.[3]
- 2016. El grupo de «Rho GTPasas y señalización por lípidos» ha demostrado que la quimerina β2, una proteína reguladora negativa de la GTPasa Rac, tiene un papel dual en la iniciación y progresión del cáncer de mama. Este trabajo demuestra la relevancia de esta proteína en cáncer de mama y pudiera tener implicaciones clínicas, ya que los niveles bajos de expresión de quimerina β2 pueden predecir un mayor riesgo de recaídas.[4]

## Directores del IBGM
| Periodo    | Director                           |
| ---------- | ---------------------------------- |
| 1998-2000  | Benito Herreros Fernández          |
| 2000-2004  | Javier García-Sancho Martín        |
| 2004-2006  | María del Carmen Domínguez Lobatón |
| 2006-2010  | José Ramón López López             |
| 2010-2019  | Jesús Balsinde Rodríguez           |
| 2019-2024  | Carlos Villalobos Jorge            |
| 2025-pres. | Asunción Rocher                    |